# No Compasso do Criador
No Compasso do Criador é o terceiro álbum de estúdio do grupo brasileiro de samba Katinguelê, lançado em 1996 pela gravadora Continental. Com cerca de 700 mil cópias vendidas, foi o disco de maior sucesso comercial da carreira do conjunto.

## Faixas
Lado A
1. No Compasso Do Criador (Salgadinho/Mito/Papacaça)
2. Só Pedindo Bis (Mito/Salgadinho/Fernando Nunes)
3. Vem Me Namorar (Salgadinho/Mito/Papacaça)
4. Ainda Resta Uma Bagagem (Mito/Salgadinho/Papacaça)
5. Minha Felicidade (Salgadinho/Mito/Papacaça)
6. Partido Do Katinguelê (Salgadinho/Adilson Victor)
7. Recado À Minha Amada (Salgadinho/Juninho)

Lado B
1. Saudades Da Rainha Viola (Salgadinho/Mito/Papacaça)
2. Luana (Salgadinho/Mito/Papacaça)
3. Teu Abraço (Salgadinho/Mito/Papacaça)
4. A Mais Linda Canção (Péricles)
5. Nossos Momentos (Salgadinho/Papacaça/Mito)
6. Axé A Sua Fé (Edu/Salgadinho/Juninho)

## Integrantes
- Breno – violão de 7 cordas, banjo
- Mário – tantã
- Nino Brown – repique de mão
- Téo – percussão
- Hoody – pandeiro
- Salgadinho – cavaco, vocal